# Follafoss
Follafoss es una localidad noruega ubicada en la provincia de Trøndelag. Forma parte del municipio de Verran. Con una superficie de 0,68 km² y una población de 414 habitantes (2013), Follafoss tiene una densidad de aproximadamente 609 personas por kilómetro cuadrado.
Follafoss se encuentra en medio del fiordo de Beitstad, la rama más interna del fiordo de Trondheim, a unos 12 kilómetros (7,5 mi) al suroeste del centro de Malm, la cabecera municipal, y a unos 15 kilómetros (9,3 mi) al noreste de Verrastranda. El río Follaelva desemboca en el fiordo de Trondheim en Follafoss. Los lagos Holden y Selavatnet también son afluentes del fiordo, y suministran energía eléctrica a través de la empresa Nord-Trøndelag Elektrisitetsverk. 
La localidad cuenta con una iglesia y una planta de celulosa.